# Sant Esteve del Solà
Sant Esteve del Solà és la capella de la masia del  Solà de Sant Esteve al poble de Sant Joan d'Oló, pertanyent al terme municipal de Santa Maria d'Oló, a la comarca del Moianès.
És una església mitjana d'una sola nau, construïda vers el segle xvii. Està situada a prop i al sud-oest de la masia del Solà de Sant Esteve, a l'extrem sud-occidental del terme municipal, a prop del límit amb Avinyó i Moià i a la dreta de la riera d'Oló.